# Зыков, Юрий Дмитриевич
Юрий Дмитриевич Зыков (27 марта 1922, Усмань, Усманский уезд, Тамбовская губерния, РСФСР — 19 сентября 2000, Алма-Ата, Казахстан) — советский и казахстанский растениевод, видный учёный в области кормопроизводства.

## Биография
Родился 27 марта 1922 года в Усмани в семье агронома и растениевода Дмитрия Зыкова.
В 1940-е годы переехал в Казахскую ССР, где в 1946 году поступил в Казахский сельскохозяйственный институт, который окончил в 1951 году.
С 1955 по 1961 год работал в Казахском НИИ кормов и пастбищ. С 1961 по 1972 год заведовал отделом, с 1975 по 1977 год занимал должность заместителя директора Казахского НИИ земледелия. С 1972 по 1975 год заведовал отделом Казахского НИИ лугопастбищного хозяйства.
В 1977—1981 годы — заместитель председателя Президиума Восточного отделения ВАСХНИЛ, в 1981—1985 — директор Всероссийского НИИ сельскохозяйственного использования мелиорированных земель. В 1985 году возглавил кафедру растениеводства Казахского сельскохозяйственного института.
Скончался 19 сентября 2000 года, похоронен на Центральном кладбище Алматы.

## Научные работы
Основные научные работы посвящены вопросам интенсификации сельскохозяйственного производства и укреплению кормовой базы животноводства Казахской ССР.
- Впервые выделил и описал четыре экологических типа люцерны.
- Изучал экологию, морфологию, биологию, семеноводство и агротехнику кормовых растений.
- Предложил комплекс агротехнических мероприятий с целью получения высоких урожаев сена и семян на поливе и богаре.

Основные труды:
- Семиреченская люцерна. - Алма-Ата, 1967;
- Полевое кормопроизводство. - Алма-Ата, 1972.

## Учёные степени, звания и награды
- Доктор сельскохозяйственных наук (1968).
- Профессор (1968).
- Академик ВАСХНИЛ (1978).
- Академик НАН Казахстана (1995).

Был награждён двумя орденами Отечественной войны 1-й степени, орденом Отечественной войны 2-й степени.

## Членство в обществах
- 1978-92 — Академик ВАСХНИЛ.